# Сплюшка нікобарська
Сплюшка нікобарська (Otus alius) — вид совоподібних птахів родини совових (Strigidae). Ендемік Індії.

## Опис
Довжина птаха становить 19-20 см. Верхня частина тіла коричнева, сильно поцяткована тонкими темними смугами, на плечах світла смуга. Нижня частина тіла охриста, поцяткована білуватими і темно-коричневими смужками, пера на ній мають темні стрижні. Лицевий диск світлий, на голові середнього розміру пір'яні "вуха". Очі блідо-жовті, дзьоб жовтувато-коричневий з темним кінчиком, лапи рідко оперені, пальці темно-коричневі, кігті великі, темно-рогові. Голос — протяжні серії посвистів, які тривають менше пів секунди і повторюються кожні 4 секунди з підвищенням тону.

## Поширення і екологія
Нікобарські сплюшки мешкають на островах Великий Нікобар і Нанкаурі в архіпелазі Нікобарських островів, можливо також на деяких інших островах південної групи, зокрема на Малому Нікобарі. Вони живуть у вологих тропічних лісах. Живляться комахами, павуками і дрібними хребетними.

## Збереження
МСОП класифікує стан збереження цього виду як близький до загрозливого. За оцінками дослідників, популяція нікобарських сплюшок становить від 2500 до 10000 дорослих птахів. Їм може загрожувати знищення природного середовища.